# Chris Dickerson
Henri Christophe Dickerson (n. 25 august 1939, Montgomery, Alabama, SUA – d. 23 decembrie 2021, Fort Lauderdale, Florida, SUA) a fost un culturist profesionist american.

## Biografie
Dickerson s-a născut în Montgomery, Alabama, la 25 august 1939. Mama sa, Mahala Ashley Dickerson⁠(d), a fost avocată și susținătoare a drepturilor civile pentru femei și minorități. A absolvit liceul la Olney Friends School⁠(d) în 1957.
Cunoscut pentru musculatura sa simetrică, acesta a devenit unul dintre cei mai premiați culturiști din lume pe parcursul unei cariere de 30 de ani.
Dickerson a început să participe la competițiile de culturism în 1965, ocupând locul al III-lea la concursul Mr. Long Beach din acel an. A devenit culturist profesionist în 1973 și a câștigat în total 15 titluri în concursurile profesioniste. S-a antrenat în anii 1980 cu Bill Pearl⁠(d), câștigător al concursului Mr. Universe⁠(d).
Dickerson a fost primul afro-american AAU Mr. America, primul câștigător homosexual al concursului IFBB Mr. Olympia și unul dintre cei doi culturisti (împreună cu Dexter Jackson ) care au câștigat titluri atât în competițiile Mr. Olympia, cât și în Masters Olympia.
A câștigat competiția Mr. Olympia în 1982; alți culturiști care au câștigat doar o singură dată acest titlu sunt Samir Bannout (1983), Dexter Jackson (2008), Shawn Rhoden (2018) și Brandon Curry⁠(d) (2019).
Dickerson s-a retras din sportul profesionist după ce a câștigat categoria 50+ la Masters Olympia în 1994. A fost inclus în Hall of Fame IFBB în 2000. În ultimii ani de viață, Dickerson a locuit în Florida și a continuat să se antreneze, să organizeze seminarii și să colaboreze cu diferiți sportivi.

## Moartea
Dickerson a murit pe 23 decembrie 2021 la vârsta de 82 de ani din cauza insuficienței cardiace.

## Premii
- 1966 Mr North America - AAU, Locul II
- 1966 Mr New York State - AAU, Câștigător
- 1966 Mr Eastern America - AAU, Câștigător
- 1966 Mr Atlantic Coast - AAU, Câștigător
- 1966 Junior Mr USA - AAU, Most Muscular, Locul I
- 1966 Junior Mr USA - AAU, Câștigător
- 1967 Mr California - AAU, Câștigător
- 1967 Mr America - AAU, Most Muscular, Locul IV
- 1967 Mr America - AAU, Locul Vi
- 1967 Junior Mr America - AAU, Most Muscular, Locul V
- 1967 Junior Mr America - AAU, Locul IV
- 1968 Mr USA - AAU, Most Muscular, Locul II
- 1968 Mr USA - AAU, Câștigător
- 1968 Mr America - AAU, Most Muscular, Locul III
- 1968 Mr America - AAU, Locul III
- 1968 Junior Mr America - AAU, Locul III
- 1969 Mr America - AAU, Locul II
- 1969 Junior Mr America - AAU, Locul II
- 1970 Universe - NABBA, Short, Locul I
- 1970 Mr America - AAU, Most Muscular, Locul I
- 1970 Mr America - AAU, Câștigător
- 1970 Junior Mr America - AAU, Most Muscular, Locul I
- 1970 Junior Mr America - AAU, Câștigător
- 1971 Universe - NABBA, Short, Locul I
- 1973 Universe - NABBA, Short, Locul I
- 1973 Universe - NABBA, Câștigător
- 1973 Pro Mr America - WBBG, Câștigător
- 1974 Universe - Pro - NABBA, Short, Locul I
- 1974 Universe - Pro - NABBA, Câștigător
- 1975 World Championships - WBBG, Locul II
- 1975 Universe - Pro - PBBA, Locul II
- 1976 Universe - Pro - NABBA, Short, Locul II
- 1976 Universe - Pro - NABBA, Locul III
- 1976 Olympus - WBBG, Locul IV
- 1979 Mr. Olympia - IFBB, Lightweight, Locul IV
- 1979 Grand Prix Vancouver - IFBB, Locul II
- 1979 Canada Pro Cup - IFBB, Câștigător
- 1979 Canada Diamond Pro Cup - IFBB, Locul II
- 1980 Pittsburgh Pro Invitational - IFBB, Locul II
- 1980 Mr. Olympia - IFBB, Locul II
- 1980 Night of Champions - IFBB, Câștigător
- 1980 Grand Prix New York - IFBB, Câștigător
- 1980 Grand Prix Miami - IFBB, Câștigător
- 1980 Grand Prix Louisiana - IFBB, Locul II
- 1980 Grand Prix California - IFBB, Câștigător
- 1980 Florida Pro Invitational - IFBB, Câștigător
- 1980 Canada Pro Cup - IFBB, Câștigător
- 1981 Professional World Cup - IFBB, Locul II
- 1981 Mr. Olympia - IFBB, Locul II
- 1981 Night of Champions - IFBB, Câștigător
- 1981 Grand Prix World Cup - IFBB, Câștigător
- 1981 Grand Prix Washington - IFBB, Câștigător
- 1981 Grand Prix New York - IFBB, Câștigător
- 1981 Grand Prix New England - IFBB, Locul II
- 1981 Grand Prix Louisiana - IFBB, Câștigător
- 1981 Grand Prix California - IFBB, Câștigător
- 1982 Mr. Olympia - IFBB, Câștigător
- 1984 Mr. Olympia - IFBB, Locul XI
- 1990 Arnold Classic - IFBB, Locul VIII
- 1994 Masters Olympia - IFBB, Overall, Locul IV[14]